# Étoile du Cinéma
 (février 2025).
Motif : pas convaincu de l'admissibilité du sujet
- Archive Wikiwix
- Bing
- Cairn
- DuckDuckGo
- E. Universalis
- Gallica
- Google
- G. Books
- G. News
- G. Scholar
- Persée
- Qwant
- (zh) Baidu
- (ru) Yandex
- (wd) trouver des œuvres sur Wikidata

| 1. | Préciser le motif de la pose du bandeau. | Précisez le motif de la pose du bandeau en utilisant la syntaxe suivante : {{admissibilité à vérifier\|date=mars 2025\|motif=remplacez ce texte par le motif}}                        |
| 2. | Informer les utilisateurs concernés.     | Pensez à avertir le créateur de l'article, par exemple, en insérant le code ci-dessous sur sa page de discussion : {{subst:avertissement admissibilité à vérifier\|Étoile du Cinéma}} |

 (février 2025).
Étoile du Cinéma est une récompense créée en 2018 par le service culturel de l'Ambassade de France en République de Corée et Unifrance pour honorer les figures emblématiques du cinéma coréen ayant contribué aux échanges culturels avec la France.
Ce prix est remis lors de la soirée French Night organisée chaque année depuis 1998 au Festival international du film de Busan, qui présente chaque année de nombreux films français dans ses différentes sélections. Cette distinction illustre la grande proximité des industries cinématographiques coréenne et française, en mettant en lumière des talents qui renforcent ces liens .

## Lauréats
- 2018 : Lee Joon-dong, producteur de Burning (film), ainsi que Dave Kim et Kim-Jho Gwangsoo, fondateurs du Seoul International Pride Film Festival[1].
- 2019 : Bae Doona, actrice, et Kwak Sin-ae, productrice de Parasite [2].
- 2020 & 2021 : Aucune cérémonie en raison de la COVID-19.
- 2022 : Song Kang-ho, acteur, et Ye Ji-won, actrice[3].
- 2023 : Yim Soon-rye, réalisatrice[4].
- 2024 : Moon So-ri, actrice, et Lee Dong-ha, PDG de Redpeter Films et producteur de Train to Busan[5].